# 魚群探知機

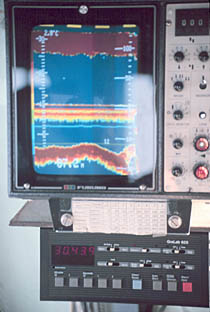
商用または海洋音響測深機のキャビンディスプレイ

魚群探知機（ぎょぐんたんちき、英: Fishfinder）は、振動子にパルス電流を流して超音波を発射し、物体に当たって反射した超音波を振動子で検出することで、水中の魚の位置や水深などを特定する機器である。最新の魚群探知機は、反射音の測定値を画面に表示し、オペレーターが情報を解釈して魚の群れ、水中の残骸、底の位置を特定できるようにしている。魚群探知機は、スポーツと漁業の両方で使用される。最新の電子機器は、魚群探知機システム、海洋レーダー、コンパス、GPSナビゲーションシステムが高度に統合されている。

## 原理
操作の際、送信機からの電気的なインパルスをハイドロフォンという水中の変換器で音に変換して水中に送信する。その音波が魚などに当たると反射して、対象物の大きさや構成、形状などが表示される。識別できる正確な範囲は、送信パルスの周波数や出力によって異なる。水中の音波の速度を知ることで、音波を反射した物体までの距離を知ることができる。水中を通る音の速度は、温度、塩分、圧力（深さ）に依存する。
c = 音の速さ(m/s)、T = 温度（摂氏）、S = 塩度（‰）、D = 深さのとき、以下の式で表す事ができる。
{\displaystyle c=1404.85+4.618T-0.0523T^{2}+1.25S+0.017D}
市販の魚群探知機で使用される典型的な値は、海水では1,500 m/s(4,921 ft/sI、淡水では1,463 m/s(4,800 ft/s)である。この過程を1秒間に40回まで繰り返し、最終的には海底が時間に対して表示されるようになる。
魚群探知機ユニットの温度・圧力の感度により、温度計を使用することで水中の魚の正確な位置の識別が可能になる。多くの最新魚群探知機に存在する機能としてトラックバック機能があり、魚の動きの変化を確認し、漁業の位置や場所を転換する。

魚群探知機の周波数が高いと、より詳細な画面情報が取得しやすくなる。深海トロール船や漁師では、通常50-200kHzの低周波を使用しているが、現代の魚群探知機では分割画面で表示するために複数の周波数を使用できる。

## 一般的解釈

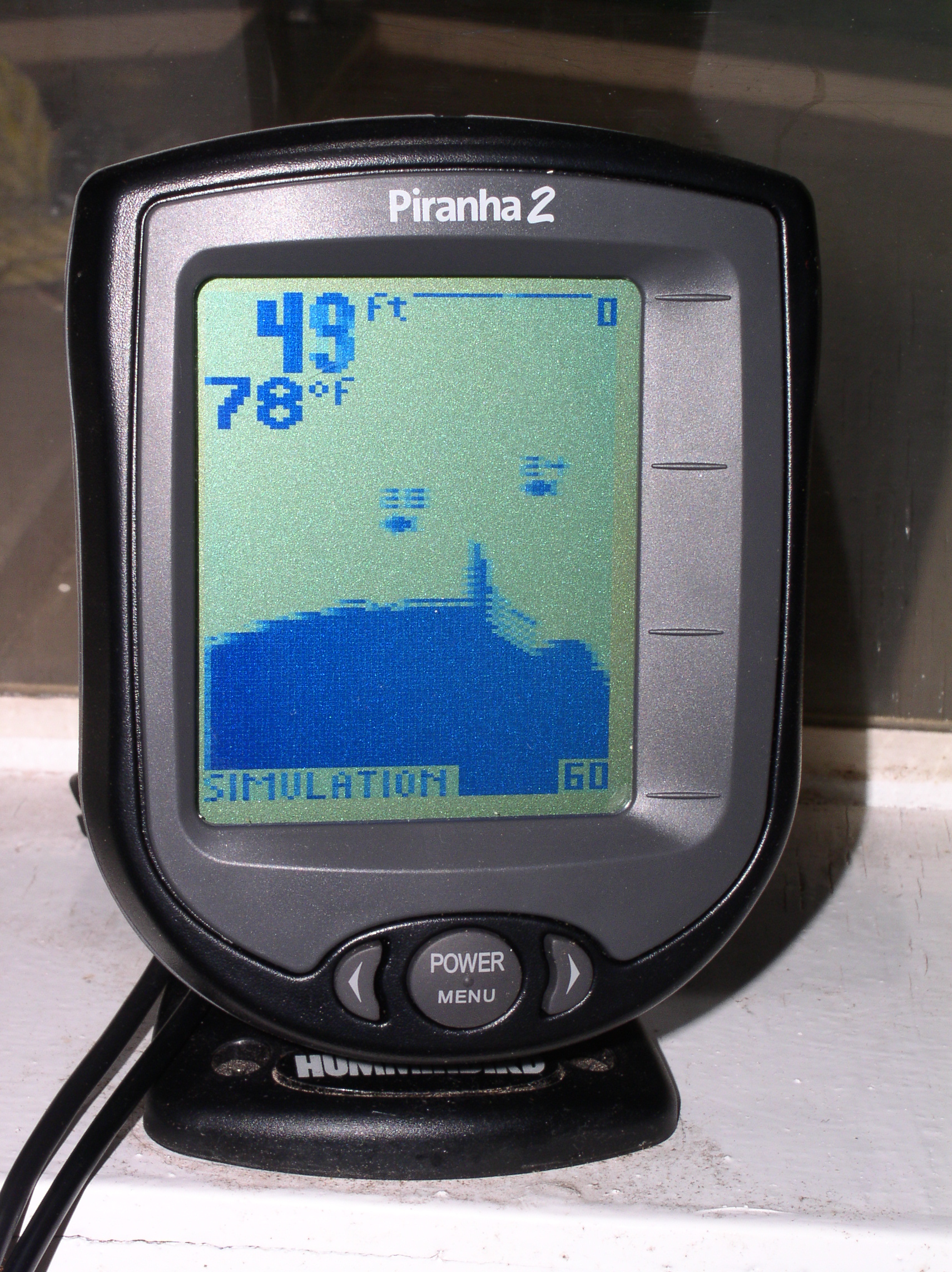
民生用魚群探知機のディスプレイ

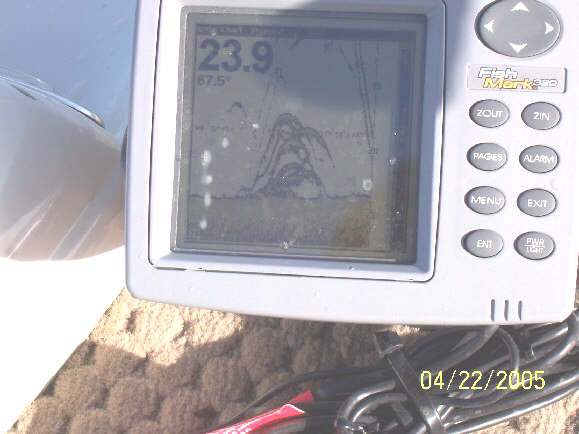
ホワイトバスの食餌時のソナー画像

上の画像は、十分な高出力と適切な周波数を使用することで、右側に底構造を明確に示し、植物、堆積物、硬い底がソナープロット上に認められる。この画像は、底面から画面中央の左半分以上、左側から約3分の1離れたところに、魚も表示されており、カメラのフラッシュバルブから右側の閃光の斑点がそれである。画像のX軸は時間を表し、左が最も古く（そしてサウンドヘッドの後ろ）、右が最も新しい海底（そして現在の位置）である。したがって、魚は現在、変換器のかなり後ろにいて、船は海底の窪みの上を通過しているか、あるいはちょうどそこから離れたところにいる。結果的に生じる差は、船の速度及び音波発信機による画像の更新頻度の両方によって決まる。

## 魚のアーチ
魚のシンボル機能を無効にすると、釣り人は魚、植生、餌魚の群れ、デブリなどを区別することができる。魚は通常、画面にアーチ状に表示される。これは、ボートが魚の上を通過する（または魚がボートの下を泳ぐ）と魚と変換器の間の距離が変化するためである。魚がソナービームの前縁に入ると、表示ピクセルがオンになる。魚がビームの中心に向かって泳ぐと、魚までの距離が短くなり、浅い水深でピクセルがオンになる。魚が変換器の真下を泳ぐときは、ボートに近くなるので、より強い信号が太い線を表示する。魚が変換器から離れて泳ぐと、距離が長くなり、より深いピクセルとして表示される。
右の画像はホワイトバスの群れがコノシロの群れを熱心に捕食している様子を示す。底付近の餌魚の群れにも注目してほしい。脅威にさらされると、餌魚は群れを形成し、その中心に安全を求める。これは通常、魚群探知機の画面上に不規則な形をしたボールや母印のように見える。近くに捕食者がいない場合、温度と酸素濃度が最適な水深では、餌魚の群れが画面を横切る細い水平線のように見えることがよくある。画面右端付近のほぼ垂直に近い線は、底に落ちていくルアーの軌跡を示している。

## 商用および軍用ユニット
かつての商業・海軍用の音響測深機は、永久的な水深記録を残すために紙のロールに針でマークする記録紙レコーダを使用した。通常は時間を記録するために複数の手段を持ち（各マークや時間の反復は移動距離に比例する）、帯状の記録により航法図や操縦記録（速度変化）と容易に比較できるようにしていた。このような帯状記録を利用して、世界の水深の多くが地図化されている。このタイプの測深機は、通常、複数の速度設定や、時には複数の周波数設定もあった。深海では低い周波数はより良く進む。浅海では高い周波数は、より小さな構造物を示す（魚、沈んだ岩礁や船、または他の底の構成物）。高い周波数、高いチャート速度の設定では、そのような測深機は、底やその周囲の大魚、または魚の群れの画像を示す。制限水域（つまり一般的に陸地から24km以内）のすべての排気量100トン以上の大型船には、常時記録型の測深機が義務づけられている。

## 歴史
1913年、ドイツの物理学者、アレクサンダー・ベームが音響測深儀を開発して特許を取得した。
1927年から1930年にかけて木村喜之助が「音響装置ニヨル魚群検出法」というテーマで魚群探知機の実験を行った。これは200kHzの超音波を用い、1kHzを重畳させて可聴音をヘッドホンで聴き、電磁オシログラフに撮影する方法であった。対象魚の数などを数えていた。
1931年、国産の音響測深儀である九一式探信儀が日本電気により初めて開発された。
1943年頃、後に古野電気を創業する古野清孝は船頭から「泡の出ているところには魚がたくさんいる」という話を聞き、1945年12月から科学的にその場所を特定して魚を探す方法の開発に取り組み始めた。泡は超音波を反射することが知られていたので超音波の使用を検討し、海軍からの放出物にあった音響測深機を取得し、約1年かけて実用的な魚群探知機を完成させた。
1947年4月、最初の実験が長崎県の五島灘で行われた。まだ船の雑音が大きく影響していたが、魚群を探知できることを確認できた。実験を重ねることで漁獲高の向上につながった。
1948年12月、古野清孝は古野清賢と合資会社古野電気工業所を設立し、魚群探知機を一台当たり60万円で本格的に販売開始した。世界初の実用的かつ量産された魚群探知機である。この時には魚種や魚群の大きさを識別できるようになっていたが、漁師たちはうまく活用できず、返品の山ができてしまった。魚群探知機を活用した漁の手法を考える必要があった。
1948年、魚群探知機の使用普及がはじまった。
1949年5月、五島列島岩瀬浦漁港の桝富丸の船主である桝田氏の協力を得て、魚群探知機の有用性を実証することとした。当時は桝富丸は漁獲高が漁港では最下位に低迷していたが、古野清賢が一時的に漁労長を務め、魚群探知機を活用することで3か月連続で岩瀬浦漁港でトップとなった。この成功により他の漁師にも認められ、搭載した船が大きく成果をあげることで市場で認知されるようになった。
1950年、超音波の記録機を扱いやすくするため、故障しにくく安価なベルト式記録機構を開発・導入した。
当初はまき網漁に活用されていたが、底引き網漁でも使えるよう、海底線を白抜きで描き海底付近の魚群を見つけやすくするホワイトライン機能を考案し、1956年に底引き網用の魚群探知機が発売された。
1967年、下方向だけでなく、水平方向のより広範囲の探索をするサーチライトソナーを開発。ただし、ビームを回転させて探索しており、超音波が海中を伝わる速度は遅いのでやや時間がかかること、また走行しながら回転させて探知するので探索できない部分がある。
1970年、振動子を水平・垂直方向に並べて周囲360度方向を瞬時に探知でき、水平方向の探知漏れが無いスキャニングソナーを生産開始。魚群を何度でも捉える他、その移動方向や速さを計算表示できるようになった。
1990年代初頭にブラウン管から液晶ディスプレイの表示装置に取って代わられ、魚探用の測深機はスポーツ市場に出回るようになった。
今日では、趣味用に入手可能な多くの魚探には、カラー液晶画面、内蔵GPS、チャート機能があり、変換器が付属している。スポーツ用魚群探知機は、大型の船の航海用測深機にある永久記録機能だけは無いが、それは記録保存できるユビキタスが使用可能なハイエンドユニットで利用可能である。
2025年、IEEEマイルストーンに選出、顕彰された。